# 維基物種
维基物种（英語：Wikispecies）是维基媒体基金会建立的一个开放、自由的物种目录。它涵盖了动物、植物、真菌、细菌、古菌、原生生物、病毒以及所有地球上的各种生命。
维基物种的口号是：
|  | 维基物种是自由的，因为生命是公有的！ |

## 歷史
維基物種在2004年9月14日啟用，並在2007年5月20日達到100,000條物種條目。至2025年5月已有910,000條物種條目。
貝內迪克特·曼德爾協調了有興趣參與項目的幾個人的努力，並在2004年初夏天聯繫了潛在的支持者。對數據庫進行了評估，並與管理人員進行了聯繫，其中一些人已經同意為Wikispecies提供數據。 曼德爾定義了兩個主要任務：
1. 弄清楚如何呈現數據庫中的內容， ——透過詢問專家、潛在的非專業用戶和與現有數據庫比較
2. 弄清楚如何做軟件，它的硬件要求，以及如何彌補成本，——透過詢問專家，找同伴志願者和潛在的贊助商

維基媒體基金會董事會以4比0的投票結果贊成建立維基物種。此項目於2004年8月啟動，網址為species.wikimedia.org。2004年9月14日，維基物種正式成為維基媒體基金會旗下的姊妹項目。